# ステビオール
ステビオールは天然に産するキラルなジテルペンである。カウラン型およびカウレン型ジテルペンに分類される。南米産の植物、ステビアの葉に様々な配糖体（主にステビオシド）の形で含まれ、1931年に初めて単離された。完全な構造決定は1960年になってからなされた。ステビオール配糖体は強い甘味を呈し甘味料として利用されるのに対し、ステビオール自体は無味である。

## 産出

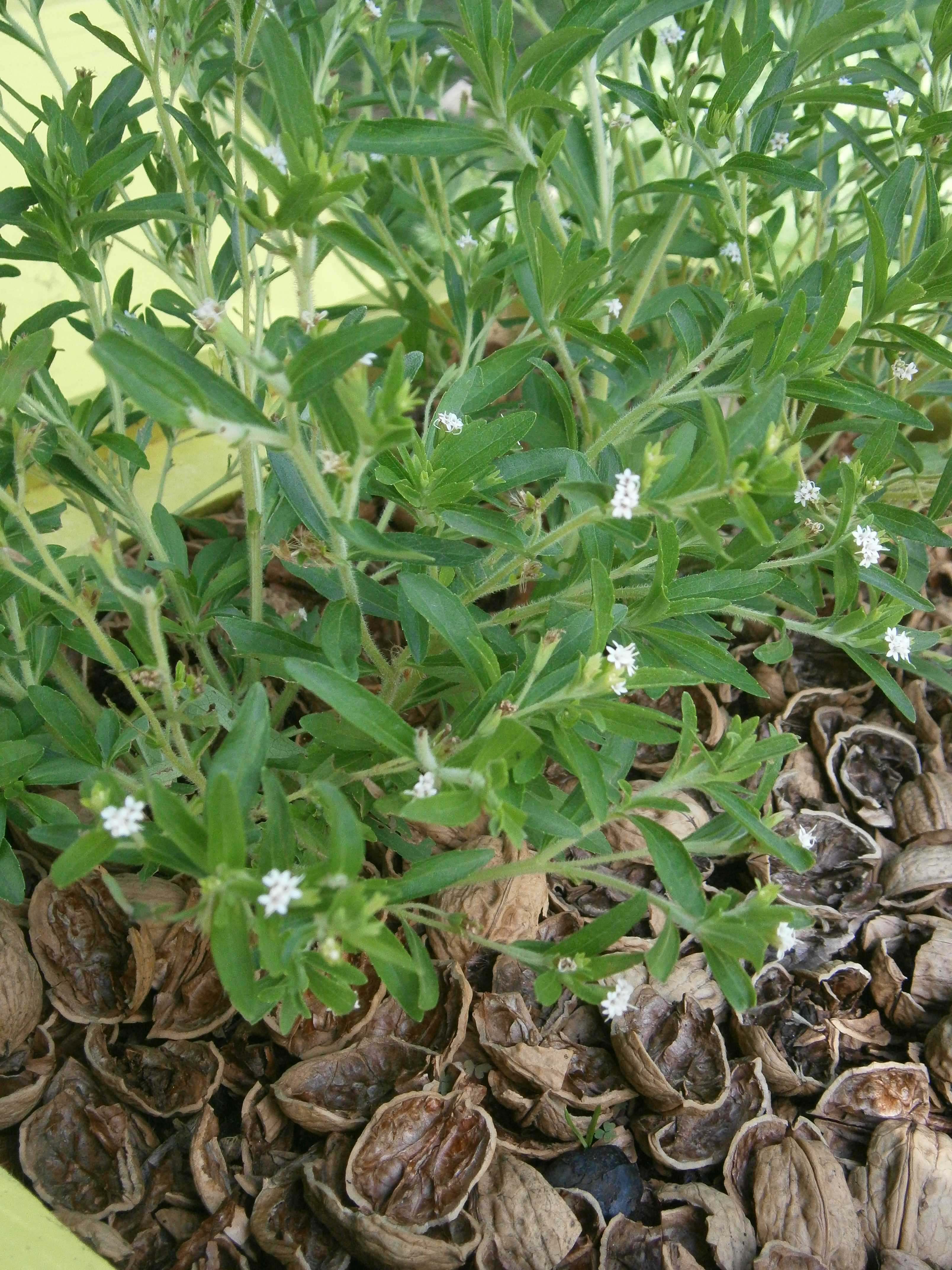
ステビア Stevia rebaudiana

ステビオール配糖体は、ステビアの乾燥生薬から1kgあたり60gほど抽出できる。

## 反応
ステビオールはその配糖体からアミラーゼを酵素として加水分解することにより得られる。酸触媒下で加水分解すると、転位反応が起こりイソステビオールが得られる。

## 特徴

### 物理的特性
比旋光度 [α]D は−65°(CHCl
3)。

### 化学的特性
ステビオールは200 °Cまでの耐熱性を示す。

## 生物学的特性
ステビオールは構造的にジベレリン酸に類似しており、弱い成長促進剤としてはたらく。イネ馬鹿苗病菌の変異体はステビオールを13-ヒドロキシジベレリンに変換することが知られる。また、ステビオールはラットのミトコンドリアにおいて酸化的リン酸化を阻害することや、アブラムシの一種Schizaphis graminumに対する防虫効果があることも知られる。
膵癌細胞は一般に代謝が非常に活発であり、グルコース代謝が異常に亢進するようリプログラムされるため、治療的介入に対する反応が乏しいが、ステビオールは膵癌細胞におけるグルコース代謝および翻訳を抑制することをしめした研究がある。また、膵癌細胞(AsPC1およびHPAF-II)におけるグルコース吸収および乳酸塩産生を抑制する効果もある。ステビオールはヒト膵癌細胞のアポトーシスおよびG1/M期における細胞周期停止を引き起こすことで腫瘍形成能および転移能を抑制する。ステビオールによる代謝低減は、mTORおよび翻訳開始タンパク質（4E-BP1、eIF4e、eIF4BおよびeIF4G）のリン酸化を抑制することにより引き起こされる。この研究の結果は全体として、ステビオールにより膵癌細胞におけるグルコース代謝および翻訳開始が効果的に抑制され、その攻撃性を低下させることを示唆している。

### 毒性
In vitro のエームズ試験（S9-活性化、染色体異常試験、小核試験およびHPRT試験）によれはステビオールは弱い変異原および遺伝毒性をしめす。この毒性はステビオールの代謝物の1つである15-オキソステビオールによるものとされる。データ不足により、北米ではステビオール配糖体は甘味料としての使用を許可されていない。

## 検出
ステビオール配糖体はHPLCにより検出可能である。